# Armurerie royale de Turin
 (février 2023).

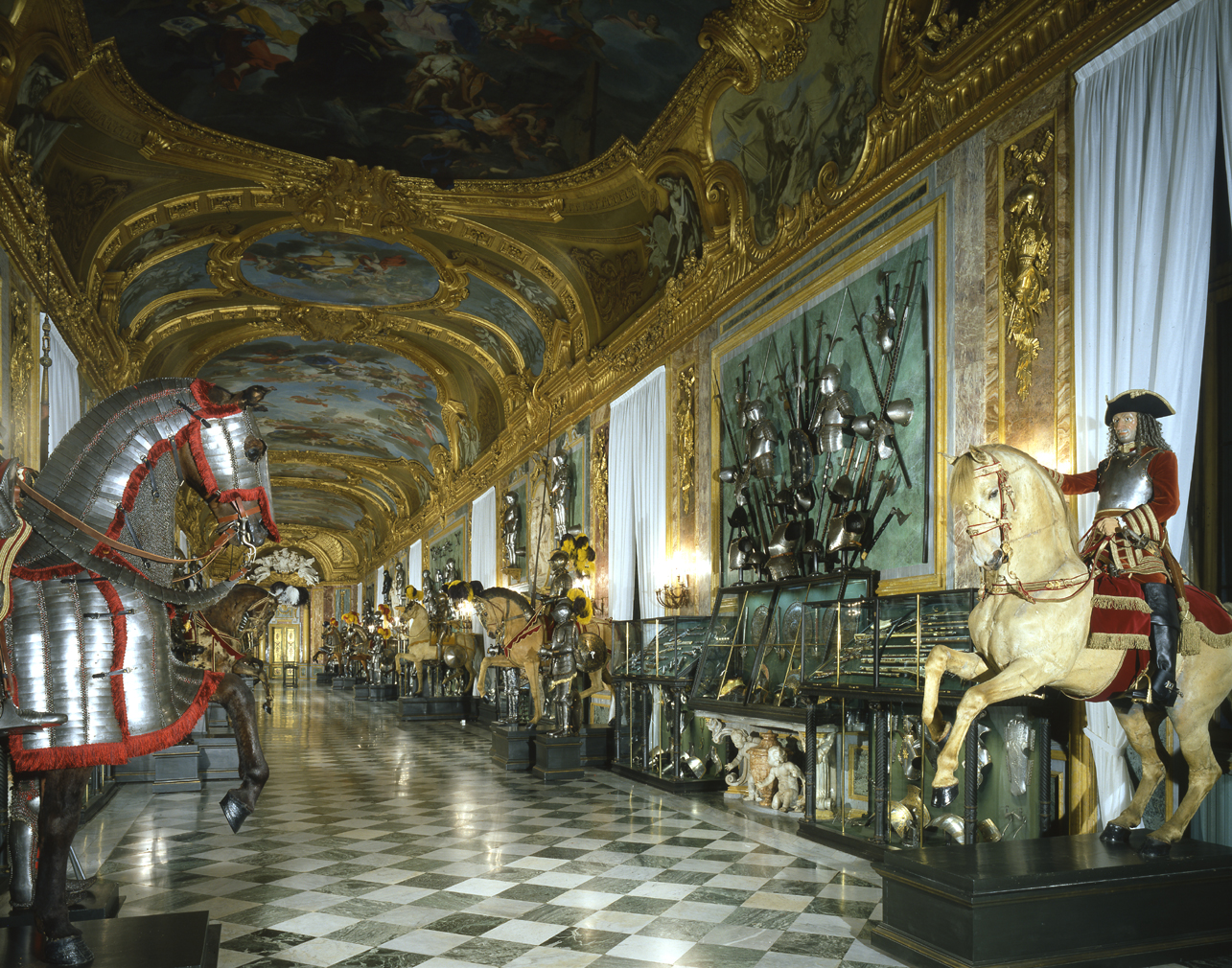
Galerie Beaumont

L' Armurerie royale de Turin (en italien : Armeria Reale ) est l'une des plus importantes collections d'armes et d'armures au monde, formée à Turin par la famille Savoie. Le musée fait maintenant partie des Musei Reali di Torino, le site royal qui a unifié le Palais Royal, la Galerie Sabauda, le Musée Archéologique, la Bibliothèque Royale et l'Armurerie. L'ensemble du site est inscrit sur la liste du patrimoine mondial de l'UNESCO depuis 1997.

## Histoire
L'armurerie royale a été fondée par Charles Albert, roi de Sardaigne, et ouverte au public en 1837. Depuis lors, elle est installée dans la Galleria Beaumont construite à l'emplacement d'une ancienne galerie reliant le Palais royal au Palazzo Madama. Conçue par Filippo Juvarra en 1733, elle a été décorée par le peintre de la cour Claudio Francesco Beaumont (d'où son nom) en 1738-1743, dont les huiles sur le plafond représentent des histoires d'Énée. La galerie a été achevée après 1762 par Benedetto Alfieri, qui a également conçu l'escalier voisin comme accès aux bureaux de l'État (Segreterie di Stato).
Jusqu'en 1832, plusieurs grands tableaux des collections royales étaient exposés sur les murs de cette galerie. Les tableaux ont ensuite été déplacés au Palazzo Madama, premier siège de la collection publique appelée Reale Galleria (aujourd'hui Galerie Sabauda). Le roi Charles Albert décida de placer dans cette galerie sa collection d'armes et d'armures, dont la plupart provenaient des arsenaux de Turin et de Gênes, ainsi que des musées hébergés depuis le XVIIIe siècle dans le Palazzo dell'Università.
La collection royale comprenait des objets préhistoriques et médiévaux, des armes et des armures utilisées par les ducs (puis les rois) de Savoie, mais aussi de nombreux cadeaux diplomatiques prestigieux. Charles Albert enrichit cette collection par l'acquisition de pièces uniques sur le marché (principalement à Paris) et de collections privées entières, comme celle formée par le scénographe Alessandro Sanquirico à Milan (1833) et la collection Martinengo della Fabbrica de Brescia (1839).
En 1836, le roi demande à Pelagio Palagi de réaménager une salle adjacente afin d'en faire le siège du Medagliere, c'est-à-dire d'une grande collection de médailles, de monnaies et de sceaux. Le mobilier de style grec de la pièce était spécialement conçu pour conserver et exposer cette collection, ainsi que des antiquités et autres objets précieux appartenant à la famille royale. Le Medagliere était étroitement lié à la bibliothèque royale qui se trouve toujours au rez-de-chaussée. Palagi a également conçu la Rotonde à l'autre extrémité de la Galerie Beaumont, sur le site d'un ancien théâtre (plus tard salle de bal) relié au Palais Madama par une autre galerie qui a été démolie en 1809.
La Rotonda est devenue une extension du manège original : les armes, les drapeaux et autres objets liés à l'histoire militaire du royaume de Sardaigne après le XVIIIe siècle étaient alors exposés dans des vitrines dans cette salle. La collection comprend des armes ayant appartenu à Napoléon et aux rois d'Italie, depuis que la famille de Savoie a obtenu ce titre après l'unification du pays en 1861. Des épées, des fusils et des carabines européens et américains sont désormais exposés aux côtés d'armes et d'armures orientales acquises par les rois ou qui leur ont été données.

## Collections
Parmi les objets de la collection, citons l'épée de San Maurizio, l'une des reliques les plus importantes de la famille de Savoie, fabriquée au XIIIe siècle et conservée dans son étui en cuir imprimé, doré et peint du XVe siècle ; un mors de cheval en émail du XIVe siècle provenant de Naples ; un pistolet du XVIe siècle ayant appartenu à l'empereur Charles V ; des armures précieuses telles que le corsaletto (cuirasse) du comte Girolamo Martinengo, datant d'environ 1540, le bouclier de parade d'Henri II (vers 1556-1559) et les armures de guerre et de joute réalisées par l'armurier milanais Pompeo della Cesa vers 1590 ; et les armures de guerre et de joute réalisées par l'armurier milanais Pompeo della Cesa vers 1590 ; des armes extrêmement riches comme le mousquet de chasse décoré en ivoire par le graveur allemand Adam Sadeler vers 1600 ; l'épée utilisée par Napoléon pendant sa campagne d'Égypte ; des fusils et des carabines ayant appartenu à Charles Albert de Sardaigne et aux rois d'Italie Victor Emmanuel II et Umberto Ier ; un revolver Smith & Wesson de modèle russe datant de la fin du XIXe siècle.
La collection comprend aussi un certain nombre de chevaux empaillés, dont Favorito.